# Světlovské panství
Světlovské panství byla územní a správní jednotka, která od středověku do konce vrchnostenské správy v roce 1848 zahrnovala prostor poblíž rozvodí Olšavy a Vláry při hranici s Uherskem. Střediskem panství byl po většinu doby Nový Světlov.

## Obecně
Majitel panství (dominia) coby jediný vlastník veškeré půdy a osob na ní usazených zajišťoval chod a správu svého dominia prostřednictvím vrchnostenské (patrimoniální) správy. Výkonným orgánem byla vrchnostenská (panská) kancelář, která zaměstnávala odborné i pomocné úředníky. Vrchní dozor nad celým úřadem a plnou odpovědnost vůči majiteli panství měl hejtman (dříve purkrabí). Panství tvořilo uzavřenou jednotku, jejímž hospodářským základem byl velkostatek.

## Poloha
Světlovské panství zahrnovalo 30 obcí. Bylo panstvím hraničním - na své jižním okraji sahalo k zemské hranici s Uherským královstvím a sousedilo s panstvím brumovským, vizovickým, uherskobrodským a ostrožským.
Panství se v průběhu své existence dělilo na tyto části:

### Světlovské panství
Současné obce a části obcí: Bojkovice, Bzová, Hostětín, Komňa, Krhov, Lopeník, Pitín, Starý Hrozenkov, Šanov, Vápenice, Vyškovec, Záhorovice, Žítková
Zaniklé obce: Lhota, Městskov, Miřín, Povojná, Skálí

### Luhačovické panství
Současné obce a části obcí: Kladná-Žilín, Ludkovice, Luhačovice, Petrůvka, Podhradí, Pozlovice,Pradlisko, Provodov, Přečkovice, Řetechov
Zaniklé obce: Opatovice

### Manství vasilské-sehradské
Současné obce a části obcí: Dolní Lhota, Horní Lhota, Nevšová, Rudimov, Sehradice
Zaniklé obce: Dúbravy, Sudinky, Vasily

### Statek nezdenský
Současné obce a části obcí: Nezdenice, Rudice
Z bývalých šlechtických sídel se dodnes dochoval zámek Nový Světlov a zámek v Luhačovicích a zříceniny hradů Sehrad, Starý Světlov a Zuvačov.

## Vznik světlovského dominia
Počátky panství spadají do 14. století, kdy nad vsí Podhradí stál hrad Světlov. Toto opevněné sídlo sloužilo k ochraně obyvatel před vpády nepřátel z uherské strany. Hraniční hřbet Bílých Karpat protínají průlomová údolí pravobřežních přítoků Váhu (průsmyky Straňanský, Hrozenkovský, Vlárský), které ve středověku usnadňovaly vpády nájezdníků z Uher na Moravu.
Hrad měl i funkci hlásnou, signalizační - v případě napadení přijímaly a předávaly výstražné signály dále do vnitrozemí, kde varovaly před přicházejícími nájezdníky. Název „Světlov“ pravděpodobně pochází od výstražných planoucích ohňů.
Panství v době od založení do roku 1423 ovládali Šternberkové. Později, s úpadkem zeměpanské moci, se v roce 1430 se zmocnili hradu šlechtici, kteří podnikali loupeživé výpravy do okolí. Jejich řádění bylo ukončeno až v roce 1449, kdy hrad koupili moravští stavové, kteří jej asi nechali zbořit.

## Nový Světlov
Po uherských válkách koupili panství Landštejnové, kteří v roce 1480 vybudovali u Bojkovic na andezitové vyvýšenině nad soutokem Olšavy a Koménky hrad Nový Světlov.

## Majitelé
Přehled majitelů světlovského panství, respektive zámku Nový Světlov.
| Majitel                          | Od   | Do    | Období (let) | Popis                                                            |
| -------------------------------- | ---- | ----- | ------------ | ---------------------------------------------------------------- |
| Šternberkové                     | 1360 | 1420  | 60           |                                                                  |
| Zikmund, český král              | 1423 | 1437  | 14           |                                                                  |
| Pankrác ze sv. Mikuláše          | 1440 | 1449  | 9            |                                                                  |
| Moravští stavové                 | 1449 | 1450  | 1            |                                                                  |
| Burian z Vlčnova                 | 1450 | 1460  | 10           |                                                                  |
| Matouš ze Šternberka             | 1460 | 1470  | 10           |                                                                  |
| Landštejnové                     | 1470 | 1515  | 45           | 1480 - vystavěn Nový Světlov                                     |
| Biberštejnové                    | 1515 | 1516  | 1            |                                                                  |
| Burian z Vlčnova                 | 1516 | 1549  | 33           |                                                                  |
| Bilík z Kornic                   | 1549 | 1551  | 2            |                                                                  |
| Kateřina z Vlčnova               | 1552 | 1561  | 9            |                                                                  |
| Tetaurové z Tetova a Malenovic   | 1562 | 1592  | 30           |                                                                  |
| Jan Jetřich z Kunovic            | 1592 | 1595  | 3            |                                                                  |
| Zdeněk Žampach z Potštýna        | 1595 | 1600  | 5            |                                                                  |
| Jan Jetřich z Kunovic            | 1600 | 1609  | 9            | 1605 - obléhání zámku Bočkajovci                                 |
| Hanuš Petřvaldský                | 1609 | 1613  | 4            |                                                                  |
| Serenyiové z Malého Serenu       | 1613 | 1746  | 133          |                                                                  |
| Guiardové ze St. Julien          | 1746 | 1803  | 57           |                                                                  |
| Žofie Haugwitzová                | 1803 | 1835  | 32           |                                                                  |
| Larisch Mönnichové               | 1835 | 1884  | 49           | 1846 - 1856: přestavba na zámek v slohu anglické tudorské gotiky |
| Bellegardové                     | 1884 | 1906  | 22           |                                                                  |
| Aladar Karatsonyi                | 1906 | 1907  | 1            |                                                                  |
| Jiří Lubomierski z Rozwadova     | 1907 | 1914  | 7            |                                                                  |
| Pozemková banka v Praze          | 1914 | 1926  | 12           |                                                                  |
| Ladislav Zbořil s chotí Jarmilou | 1926 | 1946  | 20           |                                                                  |
| Československý stát              | 1948 | 1992  | 44           |                                                                  |
| Ing. Arnošt Rolný                | 1992 | 1998  | 6            |                                                                  |
| konkurzní řízení                 | 2000 | 2002  | 2            |                                                                  |
| Ing. Josef Novotný               | 2003 | dosud | 17           | 2011 - znovuotevření zámku po rekonstrukci                       |

## Galerie

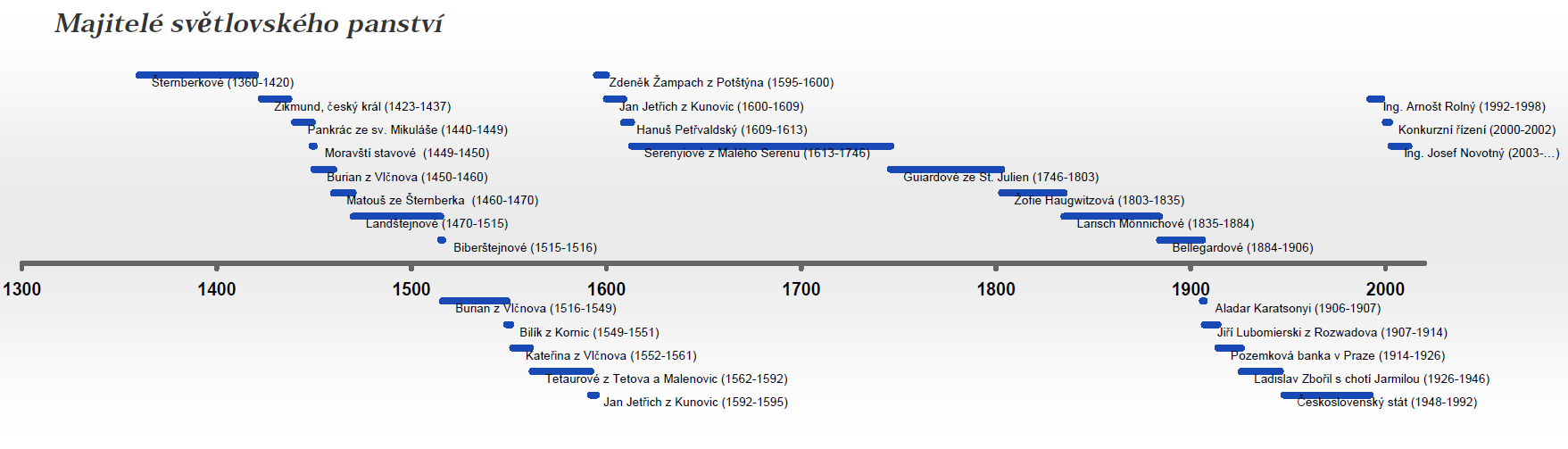
Majitelé světlovského panství
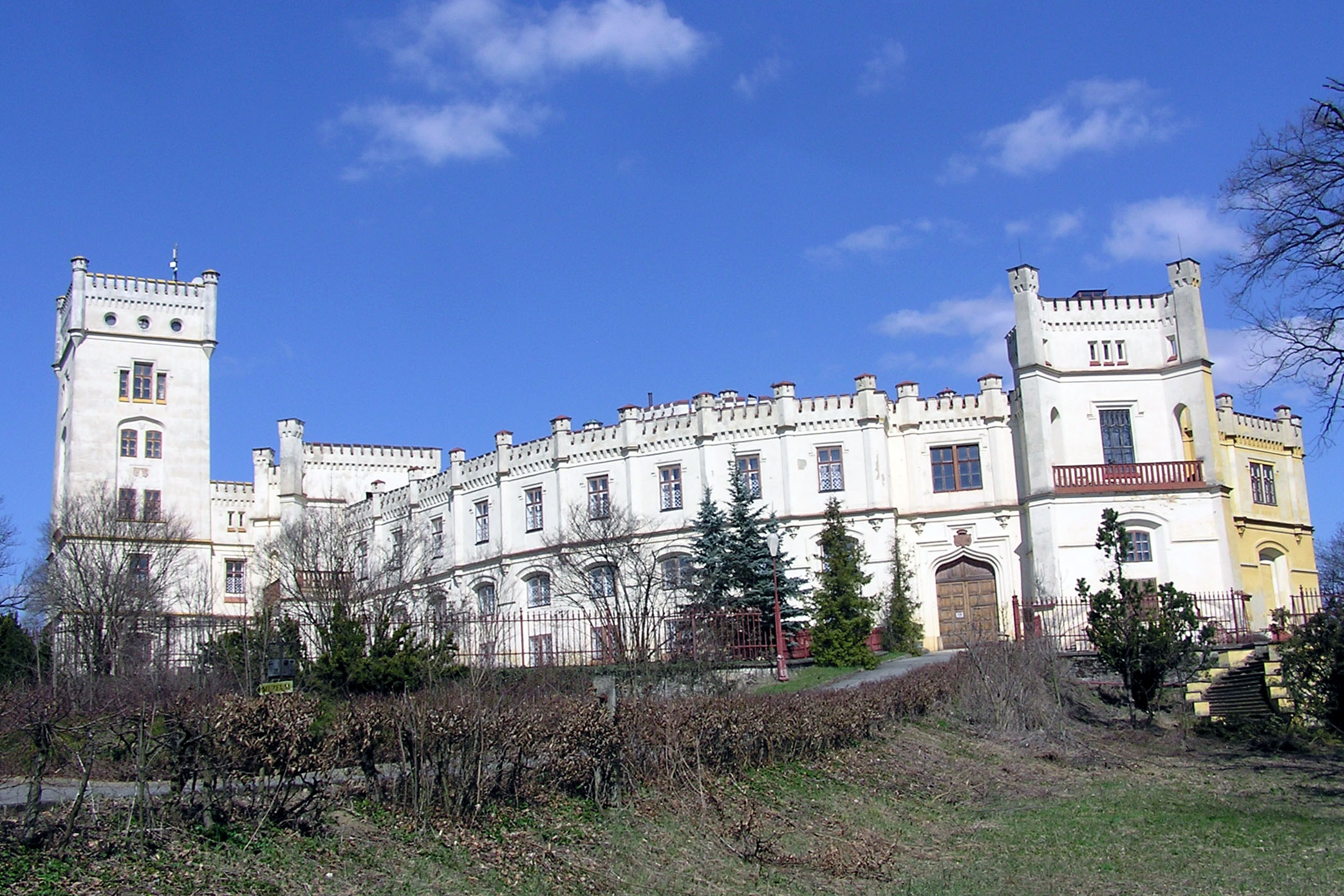
Nový Světlov